# Irklijiw
Irklijiw (ukr. Іркліїв) – wieś na Ukrainie, w obwodzie czerkaskim, w rejonie złotonoskim. W 2001 roku liczyła 2309 mieszkańców.